# It's No Good
It's No Good är en låt av den brittiska gruppen Depeche Mode. Det är gruppens trettioandra singel och den andra från albumet Ultra. Singeln släpptes den 26 april 1997 och nådde som bäst 5:e plats på den brittiska singellistan.
Låten har en tydlig melodislinga:
| ” | Don't say you want me Don't say you need me Don't say you love me It's understood | „ |

Musikvideon till "It's No Good" regisserades av Anton Corbijn och framställer gruppen som en tredje klassens akt som spelar på sjaskiga klubbar.

## Utgåvor och låtförteckning
Samtliga låtar är komponerade av Martin Gore.

### 12": Mute / 12Bong26 (UK)
1. "It's No Good (Hardfloor Mix)" (6:44)
2. "It's No Good (Speedy J Mix)" (5:01)
3. "It's No Good (Motor Bass Mix)" (3:53)
4. "It's No Good (Andrea Parker Mix)" (6:12)
5. "It's No Good (Bass Bounce Mix)" (7:14)

### CD: Mute / CDBong26 (UK)
1. "It's No Good" (6:00)
2. "Slowblow (Darren Price Mix)" (6:29)
3. "It's No Good (Bass Bounce Mix)" (7:14)
4. "It's No Good (Speedy J Mix)" (5:01)

### CD: Mute / LCDBong26 (UK)
1. "It's No Good (Hardfloor Mix)" (6:44)
2. "Slowblow" (5:27)
3. "It's No Good (Andrea Parker Mix)" (6:12)
4. "It's No Good (Motor Bass Mix)" (3:47)

### CD: Mute / CDBong26X (EU)
1. "It's No Good" (5:59)
2. "Slowblow" (5:27)
3. "It's No Good (Bass Bounce Mix)" (7:14)
4. "It's No Good (Speedy J Mix)" (5:01)
5. "It's No Good (Hardfloor Mix)" (6:44)
6. "Slowblow (Darren Price Mix)" (6:29)
7. "It's No Good (Andrea Parker Mix)" (6:12)
8. "It's No Good (Motor Bass Mix)" (3:47)

### Promo 12": Mute / PL12Bong26 (UK)
1. "It's No Good (Club 69 Future Mix)" (8:35)
2. "It's No Good (Club 69 Future Dub)" (7:06)
3. "It's No Good (Club 69 Funk Dub)" (5:06)

### Radio Promo CD: Mute / RCDBong26 (UK)
1. "It's No Good (Radio Edit)" (4:06)
2. "It's No Good (Album Version)" (5:58)

### Promo CD: Mute / XLCDBong26 (UK)
1. "It's No Good (Live)" (4:07)

### 7": Reprise / 17390-7 (US)
1. "It's No Good" (5:58)
2. "Slowblow" (5:25)

### CD: Reprise / 17390-2 (US)
1. "It's No Good" (5:58)
2. "Slowblow (Darren Price Mix)" (6:29)
3. "It's No Good (Bass Bounce Mix)" (7:14)

### CD: Reprise / 9 43845-2 (US)
1. "It's No Good" (5:58)
2. "It's No Good (Hardfloor Mix)" (6:43)
3. "Slowblow" (5:24)
4. "It's No Good (Speedy J Mix)" (5:05)
5. "It's No Good (Bass Bounce Mix)" (7:15)

### Promo 12": Reprise / PRO-A-8662-A (US)
1. "It's No Good (Speedy J Mix)" (5:04)
2. "It's No Good (Hardfloor Mix)" (6:44)
3. "It's No Good (Club 69 Future Mix)" (8:05)
4. "It's No Good (Club 69 Future Dub)" (7:06)
5. "It's No Good (Club 69 Funk Dub)" (5:06)

### Promo CD: Reprise / PRO-CD-8662 (US)
1. "It's No Good (Radio Edit)" (4:01)
2. "It's No Good" (5:59)

### CD-R: Reprise / n/a (US)
1. "It's No Good (Club 69 Mix/BRAT Radio Edit)" (4:08)
2. "It's No Good (Dom T Mix/BRAT Radio Edit)" (3:52)
3. "It's No Good (Hardfloor Mix/BRAT Radio Edit)" (3:18)